# Eugeniusz Strzeboński

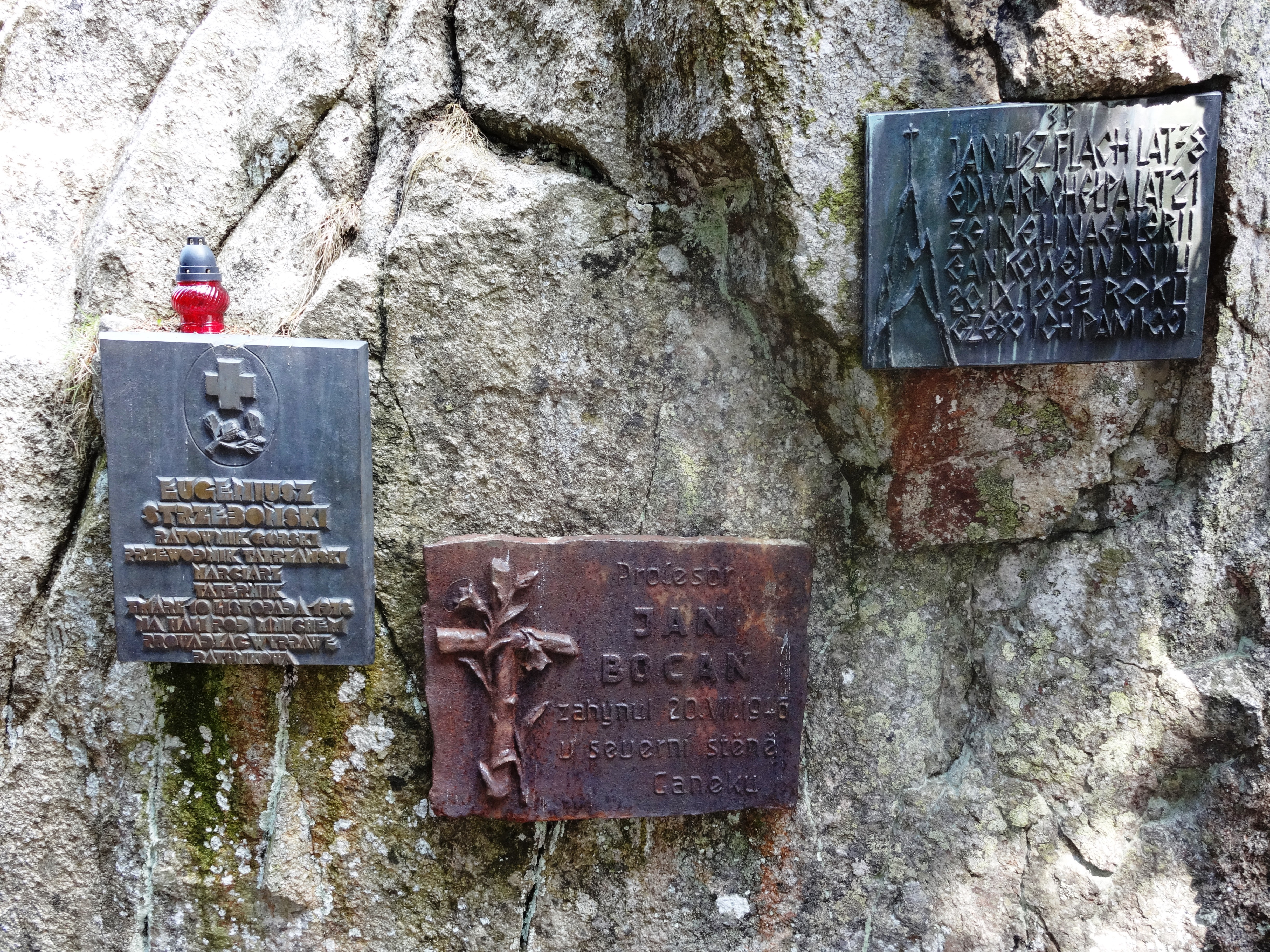
Tablice poświęcone osobom zmarłym w górach na Tatrzańskim Cmentarzu Symbolicznym. Po lewej stronie – tablica poświęcona Eugeniuszowi Strzebońskiemu

Eugeniusz Strzeboński (ur. 14 lipca 1926 roku w Zakopanem, zm. 10 listopada 1978 roku w Dolinie za Mnichem) – polski ratownik górski, przewodnik i działacz turystyczny, taternik, z zawodu ślusarz.

## Życiorys
Od 1947 roku wspinał się w Tatrach, gdzie był autorem kilku pierwszych przejść (północno-wschodnia ściana Żółtej Ściany w 1949 roku, południowo-wschodnie żebro Buczynowej Strażnicy w 1951 roku, zimą: północno-wschodnia ściana Hińczowej Turni w 1949 roku, północna ściana wschodniego wierzchołka Giewontu w 1952 roku, północno-wschodnia ściana Krzesanicy w 1961 roku). Uczestniczył również w wyprawach w Alpy, na Kaukaz oraz w góry Rumunii, Bułgarii i Grecji (gdzie zdobył m.in. Olimp).
W latach 1948–1950 uzyskał uprawnienia przewodnika tatrzańskiego wszystkich klas, aktywnie działając w zakopiańskim Kole Przewodników Tatrzańskich. Od 1949 roku szkolił przewodników, a od 1961 roku był członkiem komisji egzaminacyjnej dla przewodników tatrzańskich. Od 1949 roku należał do Klubu Wysokogórskiego. Był instruktorem taternictwa (od 1955 roku - starszym instruktorem), a od 1961 roku - również taternictwa jaskiniowego. Posiadał uprawnienia instruktorskie Polskiego Związku Narciarskiego.
W 1948 roku wstąpił w szeregi Tatrzańskiego Ochotniczego Pogotowia Ratunkowego, przekształconego następnie w Grupę Tatrzańską GOPR. Od 1950 roku był instruktorem ratownictwa górskiego. Za swe zasługi dla ratownictwa w 1955 roku został odznaczony Złotym Krzyżem Zasługi. Dwukrotnie kierował Grupą Tatrzańską GOPR: w latach 1960-1964 oraz od kwietnia do września 1972 roku. Brał udział w ponad 500 akcjach ratowniczych. Zmarł nagle na zawał serca podczas jednej z nich, prowadzonej w Dolinie za Mnichem.
Po śmierci został pochowany na Nowym Cmentarzu w Zakopanem (kw. L1-4-5). Tablica poświęcona jego pamięci znajduje się również na Tatrzańskim Cmentarzu Symbolicznym pod Osterwą.

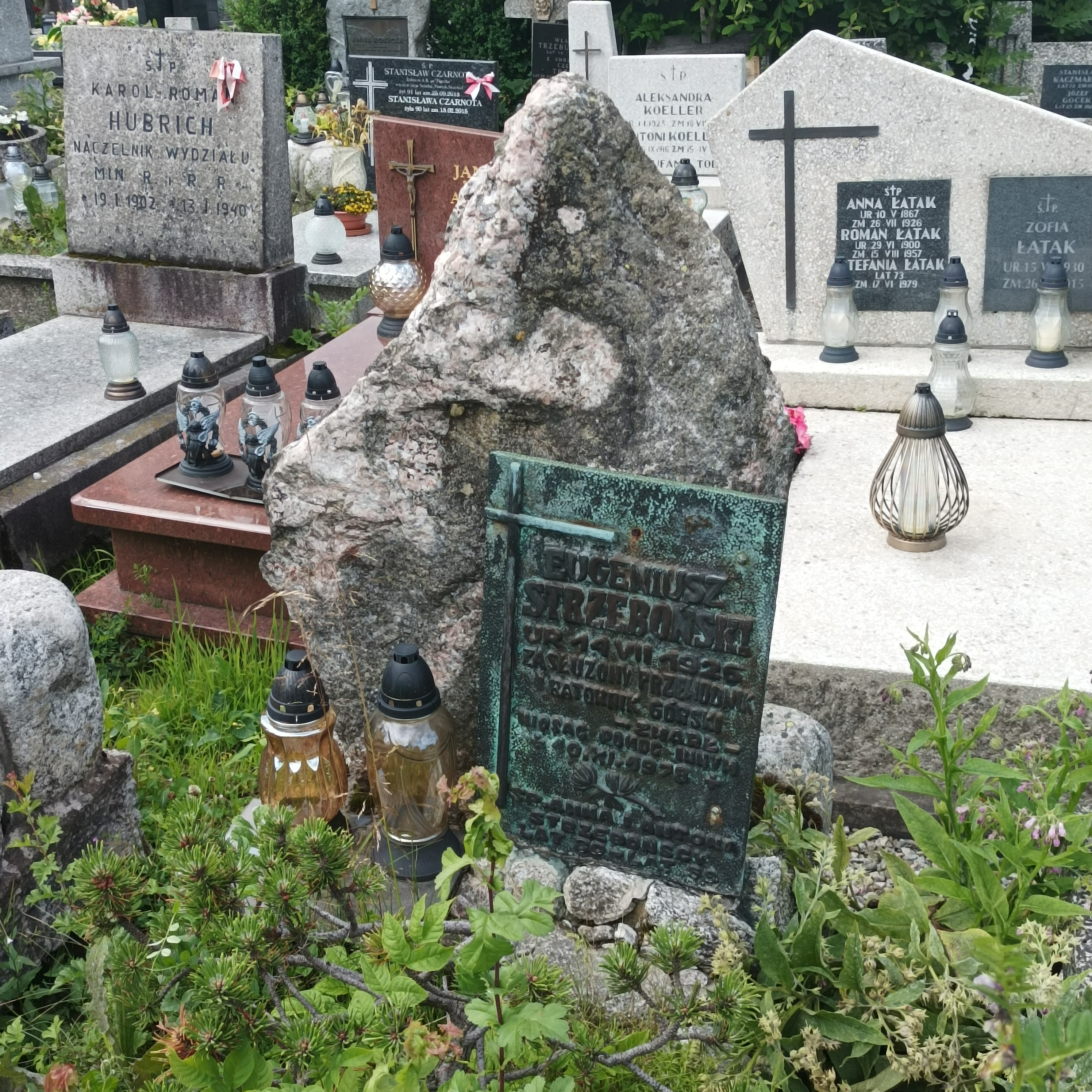
Grób Eugeniusza Strzebońskiego w Zakopanem